# ファンタ坂学園と大合唱計画
『ファンタ坂学園と大合唱計画』（ファンタざかがくえんとだいがっしょうけいかく）は、2019年7月16日から9月14日までAbemaTVで配信されたバラエティ番組である。

## 概要
炭酸飲料『ファンタ』（日本コカ・コーラ）とAbemaTVによる広告一体型番組。ファンタCMにファンタ坂学園として出演する乃木坂46メンバーに濱口優を加え、ファンタのCM曲である乃木坂46「Sing Out!」を合唱する仲間を集めるバラエティ番組。CMキャンペーン期間の8月15日までに全3回の配信を予定していたが、9月14日に第3回が配信された。
2019年10月12日、新番組『#乃木坂世界旅 今野さんほっといてよ!』を開始。

## 出演者

### 先生
- 濱口優

### ファンタ坂学園生徒
遠藤、賀喜、筒井の3人は「後輩ズ」と称されている。
- 齋藤飛鳥
- 生田絵梨花
- 秋元真夏
- 遠藤さくら
- 賀喜遥香
- 筒井あやめ
- 山下美月 - #3のみ出演[8]。
- 与田祐希 - #3のみ出演[8]。
- 佐々木琴子 - #3のみ出演[8]。
- 寺田蘭世 - #3のみ出演[8]。
- 中田花奈 - #3のみ出演[8]。

## 音楽
- 乃木坂46「Sing Out!」